# Хъмфри Богарт
Хъмфри Дъфорест Богарт (на английски: Humphrey DeForest Bogart) е американски актьор. Прочута фигура в американското и световно кино, идол на поколения киномани. Носител на наградата „Оскар“ за „най-добра мъжка роля“ през 1951 г. за ролята на Чарли Олнът в „Африканската кралица“. През 1999 г. Американският филмов институт го нарича "Най-великият актьор за всички времена". Той е кумир на много актьори, сред които Жан-Пол Белмондо, който се учи от него. Списанието „Ентъртейнмънт Уийкли“ го нарича "Филмова легенда № 1 за всички времена".

## Биография
Хъмфри Богарт е от англо-холандски произход и е потомък на средновековния английски крал Едуард III (упр. 1327-1377 г.). Баща му е хирург, а майка му - илюстратор. Детството му преминава в престижните квартали на Ню Йорк. 
Започва да учи във „Филипс Академи“, но е изключен от там. Като най-вероятна причина се изтъкват пушене и алкохолизъм, съчетани с ниски оценки. През 1918 г. се записва във флота на САЩ. Участва в Първата Световна война.
Актьорската му кариера започва през 1921 г. с малки роли на Бродуей и в киното, играе предимно гангстери. Снима се редовно и често в по няколко филма годишно в периода (1928-1956 г.). Една от най-значимите му роли е във филма „Казабланка“ през 1942 г. Главните роли в него се изпълняват от Хъмфри Богарт и Ингрид Бергман. Той завършва със станалата по-късно една от най-популярните фрази в киното: „Мисля, че това е началото на едно прекрасно приятелство“ (I think this is the beginning of a beautiful friendship). През 1943 година „Казабланка“ получава „Оскар“ за „най-добър филм“. Богарт е номиниран за „най-добър актьор“. Ролите му след „Казабланка“ му завоюват името на романтичен циник.
Жени се неколкократно, но единственият му щастлив брак е този с актрисата Лорън Бакол (от 1945 г. до смъртта му), с която имат 2 деца.  
Умира на 57-годишна възраст и тежи тогава само 36 килограма. През целия си съзнателен живот той злоупотребява с цигари и алкохол и в средата на 50-те години се разболява от рак на гърлото. Вечерта преди да умре го посещават неговите добри приятели Катрин Хепбърн и Спенсър Трейси. Когато Спенсър му пожелава „Лека нощ“, Хъмфри слага ръката си върху неговата и казва „Сбогом, Трейси“. Погребан е в Мемориалния парк в Глендейл, Калифорния. На гроба му е изписана фраза от първия му филм с Лорън Бакол: „Ако искаш нещо, свирни“ (If you want anything, just whistle).

## Филмография
- 1920 – Животът на известните играчи / Life Famous Players-Lasky
- 1928 – Танцуващият град / The Dancing Town
- 1930 – Бродуей така / Broadway’s Like That
- 1930 – По реката / Up the River
- 1931 – По дяволите жените / A Devil with Women
- 1931 – Тяло и душа / Body and Soul
- 1931 – Лошата сестра / The Bad Sister
- 1931 – Свещен ужас / A Holy Terror
- 1932 – Любовна история / Love Affair
- 1932 – Тъгата на големия град / Big City Blues
- 1932 – Трима на кибритена клечка / Three on a Match
- 1934 – Полунощ / Midnight
- 1936 – Вкаменената гора / The Petrified Forest
- 1936 – Куршуми или бюлетини / Bullets or Ballots
- 1936 – Двама срещу света / Two Against the World
- 1936 – Китайски клещи / China Clipper
- 1936 – Остров на яростта / Isle of Fury
- 1937 – Черният легион / Black Legion
- 1937 – Великият О'Мейли / The Great O’Malley
- 1937 – Мишена / Marked Woman
- 1937 – Детето Галахад / Kid Galahad
- 1937 – Свети Куентин / San Quentin
- 1937 – Задънена улица / Dead End
- 1937 – Дубльор / Stand-In
- 1938 – Провалите на 1938 / Breakdowns of 1938
- 1938 – Танцувай с дамата си / Swing Your Lady
- 1938 – За Олд Ланг Сайн / For Auld Lang Syne
- 1938 – Училище за престъпници / Crime School
- 1938 – Борци с рекетьорството / Racket Busters
- 1938 – Мъжете са такива глупци / Men Are Such Fools
- 1938 – Удивителният доктор Клитърхаус / The Amazing Dr. Clitterhouse
- 1938 – Ангели с мръсни лица / Angels with Dirty Faces
- 1939 – Време за танци / Swingtime in the Movies
- 1939 – Кралят на престъпния свят / King of Underworld
- 1939 – Оклахома / The Oklahoma
- 1939 – Мрачна победа / Dark Victory
- 1939 – Не можеш да се измъкнеш безнаказано / You Can’t Get Away with Murder
- 1939 – Бурните 20 години / The Roaring Twenties
- 1939 – Завръщането на доктор X / The Return of Doctor X
- 1939 – Невидими ивици / Invisible Stripes
- 1940 – Град Вирджиния / Virginia City
- 1940 – Всичко се сбъдна / It All Came True
- 1940 – Брат Орхидея / Brother Orchid
- 1940 – Те карат през нощта / They Drive by Night
- 1941 – Хай Сиера / High Sierra
- 1941 – Влаковете тръгват през нощта / The Wagons Roll at Night
- 1941 – Малтийският сокол / The Maltese Falcon
- 1942 – През цялата нощ / All Through the Night
- 1942 – Големецът / The Big Shot
- 1942 – През Тихия океан / Across the Pacific
- 1942 – Казабланка / Casablanca
- 1943 – Акция в Северния Атлантик / Action in the North Atlantic
- 1943 – Благодари на късмета си / Thank Your Lucky Stars
- 1943 – Сахара / Sahara
- 1944 – Съобщение от фронта / Report from the Front
- 1944 – Преход до Марсилия / Passage to Marseille
- 1944 – Да имаш и да нямаш / To Have and Have Not
- 1945 – Конфликт / Conflict
- 1945 – Холивудският керван на победата / Hollywood Victory Caravan
- 1946 – Двама мъже от Милуоки / Two Guys from Milwaukee
- 1946 – Дълбокият сън / The Big Sleep
- 1947 – Смъртоносно уреждане на сметки / Dead Reckoning
- 1947 – Двете мисис Керолс / The Two Mrs. Carrolls
- 1947 – Мрачният преход / Dark Passage
- 1948 – Съкровището на Сиера Мадре / The Treasure of the Sierra Madre
- 1948 – Завинаги заедно / Always Together
- 1948 – Ки Ларго / Key Largo
- 1949 – Почукай на вратата / Knock on Any Door
- 1949 – Токио Джо / Tokyo Joe
- 1950 – Верижни светкавици / Chain Lightning
- 1950 – На самотно място / In a Lonely Place
- 1951 – Изпълнител на закона / The Enforcer
- 1951 – Сироко / Sirocco
- 1951 – Африканската кралица / The African Queen
- 1952 – U.S. Savings Bonds Trailer
- 1952 – Фатален Срок / Deadline
- 1953 – Цирк на битки / Battle Circus
- 1953 – Победи дявола / Beat the Devil
- 1954 – Любовна лотария / The Love Lottery
- 1954 – Метежът на Каин / The Caine Mutiny
- 1954 – Сабрина / Sabrina
- 1954 – Босоногата контеса / The Barefoot Contessa
- 1955 – Не сме ангели / We’re No Angels
- 1955 – Лявата ръка на Господ / The Left Hand of God
- 1955 – Часове на отчаяние / The Desperate Hours
- 1956 – Толкова по-тежко ще е падането / The Harder They Fall